# Eupithecia chingana
Eupitecia chingana es una especie de polilla de la familia Geometridae. La especie fue descrita por primera vez por Eugen Wehrli en 1927 y se puede encontrar distribuido en China.

## Descripción
Se distingue de otras Eupithecia de Asia por las líneas transversales en sus alas que son completas, una característica que solo comparte con una especie similar, Eupithecia eurytera. Se han descrito a los adultos en vuelo desde mayo hasta agosto a aproximadamente 1300 metros (4265,1 pies) de altitud. 

## Distribución
El holotipo de la especie fue descrita en el Gran Jingan a 1300 metros (4265,1 pies) de altura y del nombre de la montaña recibió su nombre taxonómico. Otro holotipo, nombrado Horisme sternecki en 1938, fue descrito en las montañas al oeste de Pekín. Otras regiones de Pekín donde se han encontrado la especie incluyen el parque Jingshan, el monte Donglingshan y la reserva natural Bahiuashan.